# Al Qaffāy
Al Qaffāy är en ö i Förenade Arabemiraten.   Den ligger i emiratet Abu Dhabi, i den västra delen av landet, 270 kilometer väster om huvudstaden Abu Dhabi. Arean är 5,6 kvadratkilometer.
Terrängen på Al Qaffāy är mycket platt. Öns högsta punkt är 29 meter över havet. Den sträcker sig 3,8 kilometer i nord-sydlig riktning, och 2,8 kilometer i öst-västlig riktning.